# Krónikus limfocitás leukémia
A krónikus limfoid leukémia (CLL: chronic lymphocytic leukemia)  vagy más néven B-sejtes krónikus limfocitás leukémia (B-CLL) egy limfoproliferatív betegség, a leggyakrabban előforduló felnőttkori leukémia típus, mely a B-limfociták daganatos felszaporodásával jár. CLL-ben egyetlen B-sejt DNS károsodás következtében kontrollálatlan osztódásnak indul, a képződött tumorsejtek felhalmozódnak a csontvelőben, a nyirokcsomókban, valamint a vérben, kiszorítva ezzel a normális vérsejteket.
A CLL alapvetően felnőttkori betegség, a betegek zöme 50 év feletti, többségük férfi. Ritkán fiatalabb korban is jelentkezhet, gyerekkorban azonban gyakorlatilag nem fordul elő. 
A betegség fő tünetei közé tartozik a nyirokcsomók duzzanata, máj- és lépmegnagyobbodás, fáradékonyság és gyengeség, visszatérő fertőzések, valamint a fokozott vérzékenység, bár sokan teljesen tünetmentesek a diagnózis felállításakor.
A CLL diagnózisában a tünetek észlelésén túl alapvető a beteg vérképének vizsgálata, valamint az immunfenotipizáló vizsgálatok, melyekkel a betegség elkülöníthető a többi hematológiai daganattól. A végleges diagnózist rendszerint a sejtek immunfenotípusának áramlási citometriás meghatározása adja. Hasznos kiegészítő vizsgálatok lehetnek még a csontvelő és a nyirokcsomók szövettani vizsgálatai, valamint a citogenetikai vizsgálatok is, mely utóbbiak a betegség kórlefolyását segítik megjósolni. 
A betegek igen jelentős részét nem szükséges kezelni, elég a rendszeres orvosi ellenőrzés, azonban akikben a betegség súlyosbodik, azoknál meg kell indítani a kezelést. Elsősorban különböző kemoterápiás szerekkel kezelik, de csontvelő átültetés is lehetséges. Bár a betegség mai ismereteink szerint csak ez utóbbival gyógyítható véglegesen, a beavatkozás jelentős kockázatokat rejt magában, így ritkán alkalmazzák.
A várható túlélés széles határok között változik, a betegség krónikus jellegéből adódóan azonban nem ritka a több évtizedes túlélés sem.
Korábban speciális formájának tartották a kis limfocitás limfómát (en: SLL, small lymphocytic lymphoma), mely a szövettani megjelenését és a sejtek immunfenotípusát tekintve megegyezik a CLL-lel, de nem kíséri fehérvérűség, nincsenek tumorsejtek a vérben. Ma az SLL-t önálló betegségként tartják számon, akárcsak a betegség T-sejtes megfelelőjét, melyre korábban T-CLL-ként hivatkoztak, napjainkban azonban T-sejtes prolimfocitás leukémiaként (T-PLL) említik.

## Epidemiológia és etiológia
A CLL a leggyakrabban előforduló felnőttkori leukémia típus, az összes leukémiás eset mintegy 20-30%-át teszi ki. Időskori betegség, egy 2004-ben megjelent összefoglaló amerikai tanulmányban a 65 év feletti korcsoportban az incidenciáját 20,6/100 000-nek; míg a 65 évnél fiatalabbakban csupán 1,3/100 000 főnek találták. Nemek szerinti eloszlását figyelembe véve elmondható, hogy férfiakban gyakoribb, náluk 4,7/100 000, míg nőkben 2,4/100 000 volt az incidencia az USA-ban.
A CLL kialakulásának pontos oka ismeretlen. Bizonyos vegyszerekről ismert, hogy növelik a CLL kialakulásának valószínűségét, pl. a vietnámi háborúban használt Agent Orange növényirtóról bebizonyosodott, hogy más daganatok mellett CLL-t is okozhat a vele érintkező személyekben. A daganatos betegségeknél általában említett esetleges kiváltó tényezőkről (pl. vírusok, sugárhatás, más vegyszerek) nem áll rendelkezésre kétséget kizáró bizonyíték.

## Patológiája
A CLL a WHO klasszifikációja alapján az érett B-sejtes non-Hodgkin limfoid neopláziák (NHL, non-Hodgkin limfóma) közé sorolható, az összes NHL kb. 7%-át teszi ki. A betegségre a monoklonális B-limfocitózis jellemző, vagyis egyetlen tumoros B-sejt klónjainak felszaporodása a csontvelőben, vérben és a nyirokcsomókban. (SLL-ben csak ez utóbbiban.) Később a tumorsejtek megjelenhetnek a máj periportális tereiben illetve a lépben is, de egyéb szerv is érintett lehet (pl. a bőr). A CLL diagnózisának feltétele, hogy a vérben a monoklonális B-sejtek száma legalább 5x109/liter legyen. Azt az állapotot, amikor bár jelen vannak monoklonális B-sejtek a vérben, de a számuk nem éri el az előbb említett értéket, a szakirodalomban monoklonális B-limfocitózisnak nevezik. Ez egészséges emberekben is előfordulhat anélkül, hogy CLL alakulna ki bennük. Mindazonáltal magasabb sejtszám esetén megnő a CLL későbbi megjelenésének a valószínűsége, ezért ezek a betegek rendszeres orvosi ellenőrzésre szorulhatnak.

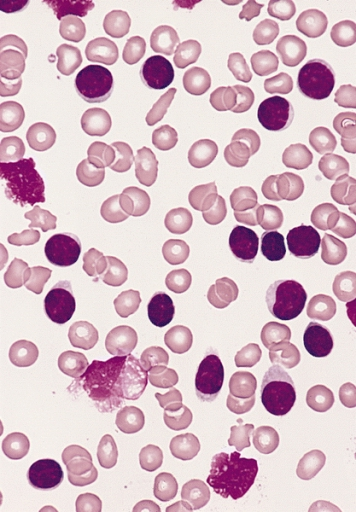
CLL-es beteg vérkenete, benne számos limfocitával. A kenetben három Gumprecht-rög is látható

### Vérkenet
A vérben feltűnően sok kis limfocita látható, keskeny, bazofilan festődő citoplazmával, magjuk elsősorban heterokromatint tartalmaz, a sejtmagvacska rendszerint nem látható. A sejtek meglehetősen sérülékenyek, a kenet készítése közben gyakran szétpukkannak, maradványaikat Gumprecht-rögöknek nevezik. Ezek elmosott, eozinofil festődésű képletek a kenetben.

### Csontvelő
CLL-ben a csontvelő mindig érintett. Ennek kimutatásához csontvelőbiopsziára van szükség, amit általában a csípőlapátból nyernek (ez az ún. crista biopsia, latinul: biopsia medullae ossealis crista ossis ilei), egy erre kialakított speciális tűvel (Jamshidi-tű), helyi érzéstelenítésben. A mintavétel kíméletesebben, érzéstelenítés nélkül a szegycsontból is végezhető, amit szternumpunkciónak neveznek. Az így nyert szövetblokkból sejteket aspirálnak az immunfenotipizáló vizsgálatokhoz, majd végül szövettani feldolgozásra kerül. 
A diagnózis kritériuma a csontvelő 30%-ot meghaladó limfocitás infiltrációja, amely jelentkezhet elszórtan (nodularisan), vagy érintheti diffúzan az egész csontvelőt. Utóbbi rosszabb prognózist jelent. A csontvelőben a prolimfociták aránya általában nem éri el a 2%-ot, ha ennél több, az rendszerint agresszívabb kórlefolyást, a p53 tumor szuppresszor gén mutációját valamint 12-es triszómiát jelezhet. A CLL egy speciális formájában 10%-ot meghaladó, de 55%-nál kevesebb prolimfocita található a csontvelőben, ezt a CLL prolimfocitás transzformációjának hívják (CLL/PL), ami egy CLL-ből kialakuló súlyosabb, kezelésre rosszul reagáló altípus.

### Nyirokcsomó
A megnagyobbodott nyirokcsomók szövettani vizsgálata segíthet elkülöníteni a CLL-t más limfoproliferatív kórképektől, bár ma már csak a kétes esetekben végzik el. A nyirokcsomók alapszerkezete elmosódott, benne zömmel érett limfociták láthatók. Közöttük elszórtan nagyobb sejtek csoportjából álló ún. áltüszők (pseudofolliculusok) találhatók. Ezek főleg prolimfocitákat tartalmaznak (közepes méretű sejtek, diszperz kromatinnal, jól kivehető sejtmagvacskával), valamint para-immunoblasztokat (nagy méretű, kerek magvú sejtek, diszperz kromatinnal és a sejtmag közepén elhelyezkedő eozinofil festődésű sejtmagvacskával). Sok az osztódó sejtalak, tulajdonképpen ezek tekinthetők a daganat osztódási területének (ún. proliferációs centrumának), itt képződnek az új tumorsejtek.

### A sejtek immunfenotípusa

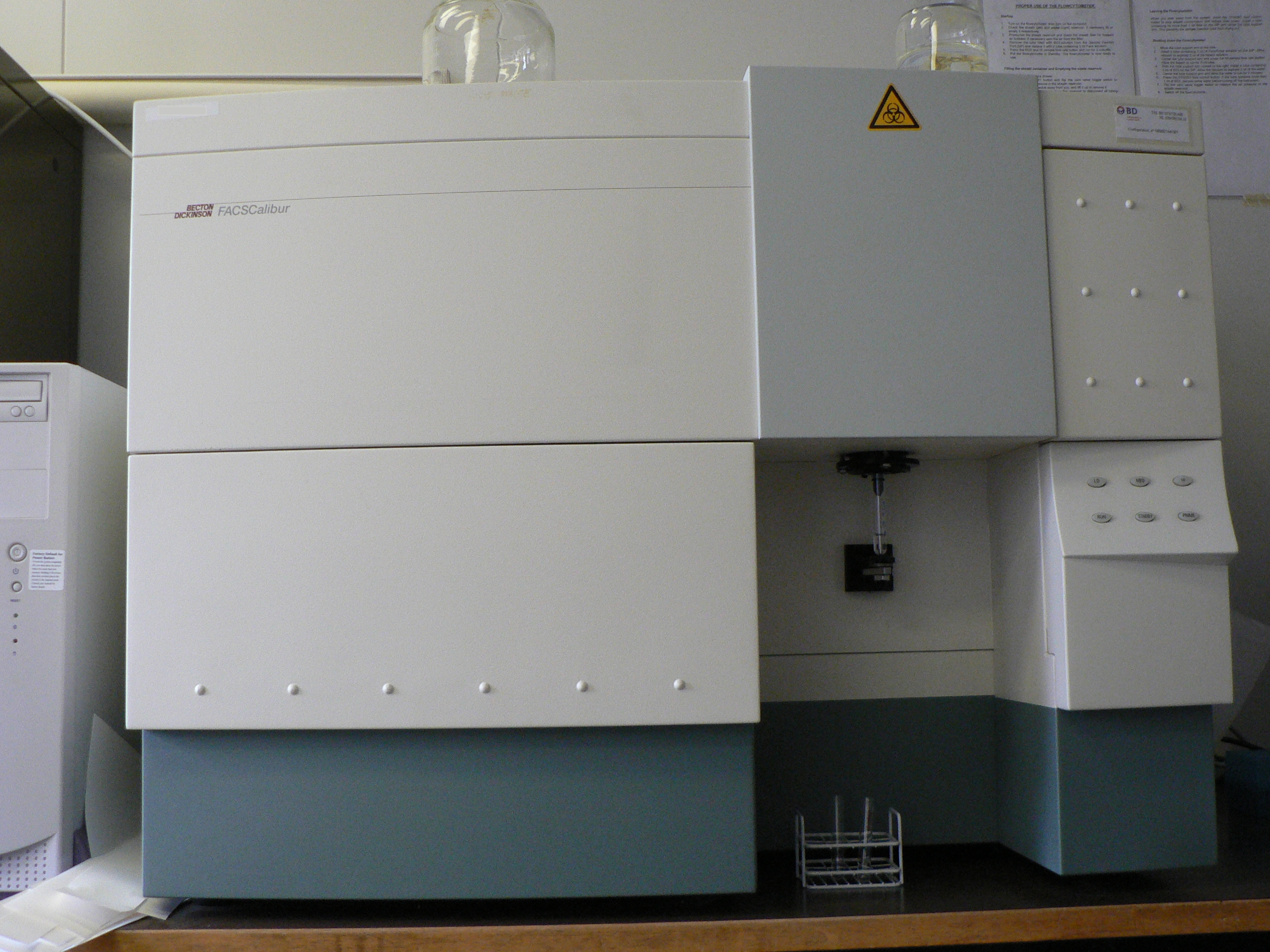
Egy FACS Calibur^{TM} áramlási citométer

A diagnózist, illetve az egyéb leukémiáktól, limfómáktól való elkülönítést jelentősen megkönnyíti a sejtek immunfenotípusának ismerete, vagyis az, hogy milyen molekulák találhatóak a felszínükön, illetve a citoplazmájukban. Ezek vizsgálata immunológiai módszerekkel lehetséges, legelterjedtebben előzetes immunjelölést követően áramlási citométerrel történik. 
A CLL-es sejtek az alábbi markerekre pozitívak: CD5, CD19, CD20, CD22, CD23, CD43, CD79a, CD11c. Negatívak CD10-re és ciklin D1-re, illetve típusos esetben FMC7-re és CD79b-re is. Ezek közül kiemelt jelentőségű a CD5 és CD23 együttes expressziója, mely leginkább CLL-t valószínűsít.
A CLL-es sejtekre jellemző a monoklonalitás, ami azt jelenti, hogy minden kóros limfocita egyetlen B-sejt utódja. Ennek megfelelően azonos immunglobulin láncokat hordoznak (nehézláncból általában IgM-t, esetleg az IgM mellett IgD-t is, könnyűláncból λ-t vagy κ-t), bár ezeket a sejtfelszínükön csak gyengén expresszálják.
Mivel nincs egyetlen olyan marker sem, ami önmagában CLL-t bizonyítana, a diagnózist a különböző említett molekulák együttes mintázata adja. Erre a célra dolgozták ki a Matutes-féle pontrendszert, melynek az azóta módosított változatával a CLL 96,8%-os pontossággal elkülöníthető más limfoproliferatív kórképektől.
| Matutes-féle pontrendszer (3 pont felett 96,8% pontossággal CLL diagnosztizálható) | Vizsgált marker                              |
| ---------------------------------------------------------------------------------- | -------------------------------------------- |
| +1 pont                                                                            | CD5 pozitivitás                              |
| +1 pont                                                                            | CD23 pozitivitás                             |
| +1 pont                                                                            | enyhe sejtfelszíni immunglobulin pozitivitás |
| +1 pont                                                                            | FMC7 negativitás                             |
| +1 pont                                                                            | CD79b negativitás                            |

### Genetikai eltérések
A CLL-es sejtekben nagy arányban mutathatók ki különböző genetikai aberrációk. Korábbi módszerekkel az esetek kb. 40-50%-ában tudtak kimutatni kromoszóma eltéréseket, az új molekuláris biológiai módszerekkel ma már a sejtek kb. 80%-ában látható valamilyen genetikai hiba, ezen módszerek közül legjelentősebb a fluoreszcens in situ hibridizáció (FISH).
A leggyakoribb a 13-as kromoszóma hosszú karjának a deléciója (13q del), amely kb. 50%-ban kimutatható, és többnyire mutált immunglobulin nehéz lánchoz társul. Gyakori még a 11q deléció is, ez az esetek kb. 20%-ában fordul elő, a kórlefolyást kedvezőtlenül befolyásolja. Kb. 15%-ban található 12-es triszómia, 5–7%-ban pedig 17p deléció. Utóbbi a p53 tumor szuppresszor gént érinti, és rossz prognózist jelent.
Összességében a CLL-es betegek FISH vizsgálatával megbecsülhető a várható kórlefolyás és a betegség kezelésre adott válasza, ezáltal a vizsgálat eredménye nagyban befolyásolhatja a terápiát.

## Tünetek, stádiumbeosztás
A betegek többsége tünetmentes a diagnózis felállításakor, a betegségre más okból végzett vérvétel kapcsán derül fény. Ilyenkor a vérben emelkedett a limfocitaszám, továbbá jellegzetesek a vérkenetben látható Gumprecht-rögök, melyek nem mások, mint a kenet készítése közben szétpukkant sejtek. A betegség mindig érinti a csontvelőt, azonban az érintettség mértéke és típusa (vagy diffúzan az egész csontvelő beszűrt, vagy gócos infiltráció látható) fontos lehet magához a diagnózishoz, valamint a betegség lefolyásának megítéléséhez. Első tünetként nyirokcsomó duzzanat (lymphadenomegalia), később máj- és lép megnagyobbodás (hepatosplenomegalia) jelentkezik, majd a betegség előrehaladtával vérszegénység (anaemia), csökkent neutrophil granulocita és vérlemezkeszám alakul ki (neutropenia és thrombocytopenia). A vérszegénység miatt a betegek fáradékonyak, míg az alacsony vérlemezkeszám vérzékenységben nyilvánul meg, gyakoriak például a bőrön a zúzódások, véraláfutások. Károsodik az immunrendszer is, másodlagos immunhiány alakul ki, emiatt gyakoriak a fertőzések és egyéb daganatok is gyakrabban jelennek meg a CLL-es betegekben. Az immunhiány összetett mechanizmussal alakul ki, egyrészt csökken a szervezet antitest termelése, másrészt a sejtes immunválasz is károsodik.
Az immunrendszer csökkent működése mellett CLL-ben nem ritkák az autoimmun jelenségek sem, így a betegek kb. 5-10%-ában autoimmun hemolítikus anémia (AIHA), 2–5%-ában pedig immun trombocitopénia (ITP) alakul ki.
A CLL-nek kétféle stádiumbeosztása terjedt el, ezek a Rai és a Binet-féle beosztás. Korai stádiumban (Rai 0. és I. valamint Binet A) még nehéz megítélni a betegség várható lefolyását, ez azonban molekuláris genetikai vizsgálatokkal kiegészítve sokkal pontosabban megbecsülhető.
| Rai stádium   | Klinikai tünetek                                                                                     |
| ------------- | --- |
| 0.            | limfocitózis a vérben >10.000/μl (10 G/l), a csontvelőben >30% limfocita                             |
| I.            | + limfadenomegália                                                                                   |
| II.           | + hepato/szplenomegália                                                                              |
| III.          | + anémia (hemoglobin <110g/l [6,83 mmol/l])                                                          |
| IV.           | + trombocitopénia (trombocita <100 000/μl [100 G/l])                                                 |
| Binet stádium | Klinikai tünetek                                                                                     |
| A             | nincs anémia, se trombocitopénia, <3 limfoid régió érintett                                          |
| B             | nincs anémia, se trombocitopénia, 3 vagy több limfoid régió érintett                                 |
| C             | anémia (hemoglobin <100g/l [6,21 mmol/l]) és/vagy trombocitopénia (trombocita <100 000/μl [100 G/l]) |

Limfoid régiónak minősülnek a nyaki (cervicalis), hónalji (axillaris), lágyéki (inguinalis) nyirokcsomók, a máj és a lép.

## Prognózis
A betegség lefolyása szempontjából két fő csoportot lehet elkülöníteni. Az egyik az ún. lassú progressziójú CLL, a másik pedig a gyors progressziójú forma. Előbbire kedvező kórlefolyás jellemző, ritkábban igényel kezelést, és olyankor is többnyire jobban reagál a terápiára, míg utóbbi agresszívabb, a betegek gyakrabban igényelnek terápiát, mely az ő esetükben sokszor kevésbé hatékony. Az átlagos várható túlélést a két altípusban 25, illetve 8 évnek találták. Mivel ilyen nagyfokú különbség mutatkozik a betegség kórlefolyásában, próbáltak olyan módszereket kidolgozni, amivel a diagnóziskor megbecsülhető a betegség várható agresszivitása. A túléléssel leginkább korreláló paraméternek a tumoros B-sejtek immunglobulin nehéz lánc gén variábilis régiójának (IgVH) mutációs státuszát találták. Az egészséges B-limfocitákban az antigénnel való találkozás után az IgVH régióban mutációk alakulnak ki, megváltoztatva ezzel a B-sejt receptor antigénkötő tulajdonságait. CLL-ben amennyiben ilyen mutációkat nem hordozó B-sejtekből áll a tumor, akkor kedvezőtlenebb kórlefolyásra számíthatunk, míg az ilyen mutációkon átesett daganatos B-limfociták jobb prognózist valószínűsítenek.
Az IgVH mutációs státuszát DNS szekvenálással lehet meghatározni, ez azonban nem tartozik a rutin laboratóriumi módszerek közé. Éppen ezért számos alternatív markert azonosítottak, melyek vizsgálatával kiváltható a szekvenálás. Ide tartozik a sejtek CD38 (ciklikus ADP-ribóz-hidroláz enzim) pozitivitásának meghatározása. A CD38 pozitivitás az agresszívabb formára jellemző.
Másik alternatíva a sejtekben esetlegesen jelen lévő ZAP-70 kimutatása. A ZAP-70 molekula, amely alapvetően egy T-sejt jelátvitelben részt vevő tirozin-kináz, jelen lehet a CLL-es B-sejtekben is, és kedvezőtlen kórlefolyást jelent a beteg számára. A ZAP-70 pozitív esetekben gyakrabban jelennek meg másodlagos genetikai rendellenességek is. Mind a ZAP-70, mind a CD38 kimutatása főleg áramlási citométerrel történik, bár mindkettő jelenleg kísérleti stádiumban van.
Ugyancsak hasznos információt nyújthat a különböző citogenetikai eltérések meghatározása, amire leginkább a FISH módszer alkalmas.
A várható túlélést alapvetően meghatározza, hogy a fenti két altípus közül melyik alakult ki a betegnél, ezenkívül fontos a beteg általános állapota és a betegség stádiuma is. A várható átlagos túlélés az összes CLL-es betegre nézve kb. 10,7 év.
A betegek kb. 5%-ában a CLL átalakul gyorsan növekvő, agresszív diffúz nagy B-sejtes limfómává (Richter-szindróma), vagy prolimfocitás transzformáció (CLL/PL) következik be. Mindkettő a betegség súlyosbodását jelenti, és ilyenkor a várható túlélés általában a kezelés ellenére sem haladja meg az 1 évet.

## Kezelés
A terápia célja a tumoros sejtek visszaszorítása, a betegek túlélésének javítása és a panaszaik megszüntetése. Elsősorban kemoterápiás szerekkel és biológiai terápiával kezelik. Ezekkel a szerekkel a beteg tartósan tünet- és panaszmentessé tehető, gyógyuláshoz azonban nem vezetnek, a szerek elhagyásával a betegség kiújul. Jelenleg csak az allogén csontvelő transzplantáció eredményezhet teljes, maradandó gyógyulást, ennek halálozása azonban magas, mivel a CLL többnyire idős, rossz általános állapotú betegeket érint.
Azokat az egyébként tünetmentes betegeket, akikben a lassú progressziójú forma alakult ki általában nem kezelik, elegendő a rendszeres orvosi ellenőrzés annak megítélésére, hogy történt-e a betegség státuszában változás, mert súlyosbodás esetén meg kell kezdeni a kezelést.
A kezelés célja a teljes tünet- és panaszmentesség (ún. teljes remisszió) elérése és fenntartása. Ennek feltétele a normális vérkép, a szövettani vizsgálat alapján ép csontvelő, illetve az, hogy a betegnek ne legyen se nyirokcsomó-, se máj- vagy lépmegnagyobbodása, valamint ne legyenek ún. B-tünetei (éjszakai izzadás, nem fertőzéshez köthető láz, jelentős fogyás, fáradtság).

### Gyógyszeres kezelés

A CLL kezelésében gyakran alkalmazott fludarabin szerkezeti képlete

CLL-ben számos kemoterápiás szer adható, akár önmagukban is, vagy kombinációkban. Az egyik első szer, mely széleskörűen elterjedtté vált a klorambucil volt, mely hatástanilag az alkiláló szerek közé tartozik. Ugyanakkor kimutatták, hogy a diagnóziskor azonnal megkezdett kezelés nem hosszabbítja meg a betegek túlélését azokhoz képest, akiket csak a tünetek megjelenése után kezdtek kezelni. Az is ismeretes, hogy a klasszikus kombinációs kemoterápiákkal (pl.: CHOP, ciklofoszfamid, doxorubicin; vinkrisztin és prednizolon együttes adása) nem értek el jobb eredményt a klorambucilnál.
Később bevezették a purin analóg fludarabint a CLL terápiája. Fludarabinnal nagyobb arányban értek el remissziót a betegeknél, és annak időtartama is hosszabb volt, mint a klorambucil esetében, azonban a túlésést figyelembe véve nem volt a két szer között lényeges különbség.
Kombinációk közül a fludarabin/ciklofoszfamid (FC) kombinációt használják széleskörűen. A ciklofoszfamid, mint alkiláló szer potencírozza a fludarabin hatását, ugyanakkor ez a párosítás a többi kombinációs kemoterápiához képest kevesebb mellékhatással rendelkezik.
A CLL kezelésében is nagy áttörést hoztak az ún. biológiai terápiák. Ezek lényege, hogy egy meghatározott célmolekula elleni antitestet vagy a molekulát szelektíven blokkoló szert adnak a betegnek. Az első ilyen gyógyszer CLL-ben a rituximab volt, ami a B-sejtek felszínén található CD20 molekulához szelektíven kötődő monoklonális antitest, mely a B-sejtek pusztulását váltja ki. Számos kombinációt kipróbáltak, ám az R-FC-vel (rituximab, fludarabin, ciklofoszfamid) érték el a legkedvezőbb eredményeket, így ez vált széleskörűen elterjedtté a kis kockázatú betegek elsővonalbeli kezelésében. A CD52 elleni alemtuzumab ugyancsak adható a CLL-es betegeknek.
Újabb terápiás lehetőségként CLL-ben is elkezdték vizsgálni az antiapoptotikus hatást közvetítő BCL-2 specifikus gátlószereit. Ilyen többek között a navitoclax és az ABT-199, amikkel az eddigi kutatásokban kedvező eredmények születtek. A BCL-2 gátlószerein kívül egyéb hatóanyagokkal is folynak vizsgálatok, pl. lenaliomiddal, ibrutinibbel vagy a bortezomibbal, melyek olyan új terápiás lehetőségeket jelentenek, melyekkel korábban kezelhetetlen CLL betegekben is el lehet érni terápiás választ. A refrakter CLL kezelésére az amerikai FDA által 2014-ben törzskönyvezett ibrutinib a B-sejt receptor jelátvitelében fontos szerepet játszó Bruton tirozin-kináz (BTK) enzimet blokkolja és megakadályozza a CLL sejtek kemokin-vezérelt vándorlását a szervezetben. A BTK mellett a PI3K jelátvivő molekula is új terápiás célpont, melyet az idelalisib képes blokkolni, amit ugyancsak 2014-ben törzskönyveztek az Egyesült Államokban a visszaesett, refrakter CLL kezelésére.
A klinikusok és kutatók egybehangzó véleménye szerint az új, célzott molekuláris terápiák jelentősen át fogják formálni a CLL kezelését a közeljövőben.

### Csontvelő transzplantáció
Csontvelő átültetés (en: SCT, stem cell transplantation, hemopoetikus őssejt átültetés) során a betegből (autológ transzplantáció) vagy a donorból (allogén transzplantáció) gyógyszeresen multipotens haematopoetikus őssejteket mobilizálnak, majd a betegben csontvelő irtást végeznek és visszaültetik a nyert őssejteket. Ezt követően az így beültetett őssejtekből indul be a betegben a vérképzés. A tudomány jelenlegi állása szerint CLL-ben az allogén csontvelő transzplantáció az egyetlen beavatkozás, mely végleges gyógyulást jelenthet a beteg számára. Allogén transzplantáció esetén a donornak a beteggel minél inkább azonos HLA profillal kell rendelkeznie (teljesen azonos csak egypetéjű ikrek esetében lesz).
Hemopoetikus őssejt transzplantáció leginkább a fiatalabb betegek esetén jön szóba, akiknél várható, hogy a betegség a gyógyszeres kezelések dacára jelentősen megrövidíti az élettartamot, másrészt elég jó általános állapotuk van ahhoz, hogy túléljék ezt az egyébként nem kis megterheléssel járó beavatkozást. A fő veszélyt ilyenkor az jelenti, hogy a csontvelő kiirtását követően a betegekben súlyos immunhiány alakul a fehérvérsejtszám csökkenése miatt, ezáltal fogékonyak mindennemű fertőzésre, beleértve az addig bennük panaszmentesen lappangó vírusokat is, pl.: a citomegalovírust (CMV). A fokozott veszély miatt a csontvelő transzplantáción átesett betegeket csíramentes környezetben el kell különíteni.

## Ajánlott irodalom, külső linkek
- (en) Swerdlow S.H., Campo E., Harris N.L., Jaffe E.S., Pileri S.A., Stein H., Thiele J., Vardiman J.W. (szerk.): WHO Classification of Tumours of Haematopoietic and Lymphoid Tissues (Fourth Edition), International Agency for Research on Cancer, 2008. Lyon, ISBN 978-92-832-2431-0
- (en) Elaine S. Jaffe, Nancy Lee Harris, Harald Stein, James W. Vardiman (szerk.): Pathology and Genetics of Tumours of Haematopoietic and Lymphoid Tissues, World Health Organization, 2001. Lyon, ISBN 92-832-2411-6
- Tulassay Zsolt (szerk.): A belgyógyászat alapjai, Medicina kiadó, 2007. Budapest, ISBN 978-963-226-072-3
- Kopper László, Schaff Zsuzsa (szerk.): Patológia 1-2, Medicina kiadó, 2004. Budapest, ISBN 963-242-920-6
- A Magyar Hematológiai és Transzfúziológiai Társaság honlapja
- A Magyar Onkohematológiai Betegekért Alapítvány hivatalos honlapja
- Daganatok.hu: A leukémia és típusai
- Leukémia.lap.hu
- InforMed: krónikus limfoid leukémia[halott link]
- Egészségvilág: krónikus limfoid leukémia